# Stazione meteorologica di Oropa
La stazione meteorologica di Oropa è la stazione meteorologica di riferimento relativa all'omonima località montana del territorio comunale di Biella.

## Storia
La stazione meteorologica e l'osservatorio vennero istituiti nel 1874 dal padre barnabita Francesco Denza presso il santuario di Oropa. La strumentazione dell'osservatorio venne collocata su una torretta all'interno di una finestra meteorica.; nei due anni precedenti, invece, vennero effettuate osservazioni di tipo sperimentale. Gli strumenti meteorologici vennero forniti dal Club Alpino Italiano, all'inaugurazione dell'osservatorio partecipò anche Quintino Sella. Il primo direttore dell'osservatorio fu don Pietro Regis.
La stazione inizialmente forniva i dati registrati all'Ufficio Centrale di Meteorologia e, a partire dal 1916, al Ministero dei lavori pubblici per la compilazione degli annali idrologici: i dati della stazione termopluviometrica sono stati pubblicati negli annali del compartimento di Parma e, negli anni in cui era attivo, negli annali del compartimento di Torino. La serie storica completa è disponibile a partire dal 1920, mentre nel periodo precedente vi sono alcune discontinuità dei dati.
Con la regionalizzazione del servizio idrologico nazionale, la stazione meteorologica ha iniziato a fornire i dati all'agenzia regionale per la protezione ambientale della regione Piemonte.

## Caratteristiche
La stazione meteorologica si trova nell'Italia nord-occidentale, in Piemonte, in provincia di Biella, nel territorio comunale di Biella, presso il santuario di Oropa, a 1.180 metri s.l.m. e alle coordinate geografiche 45°37′36.39″N 7°58′52.47″E.

## Dati climatologici 1961-1990
In base alla media trentennale di riferimento 1961-1990, la temperatura media del mese più freddo, gennaio, si attesta a -0,3 °C; quella del mese più caldo, luglio, è di +16,3 °C.
Le precipitazioni medie annue si attestano a 1.882,3 mm, con minimo relativo in inverno, picco massimo in primavera e massimo secondario in autunno.
La nevosità media annua fa registrare il valore di 249,4 cm, con il mese di febbraio statisticamente il più nevoso grazie ai suoi 61,9 cm medi mensili.
| Oropa (1961-1990)   | Mesi | Mesi | Mesi  | Mesi  | Mesi  | Mesi  | Mesi  | Mesi  | Mesi  | Mesi  | Mesi  | Mesi | Stagioni | Stagioni | Stagioni | Stagioni | Anno    |
| Oropa (1961-1990)   | Gen  | Feb  | Mar   | Apr   | Mag   | Giu   | Lug   | Ago   | Set   | Ott   | Nov   | Dic  | Inv      | Pri      | Est      | Aut      | Anno    |
| ------------------- | ---- | ---- | ----- | ----- | ----- | ----- | ----- | ----- | ----- | ----- | ----- | ---- | -------- | -------- | -------- | -------- | ------- |
| T. media (°C)       | −0,3 | 0,2  | 2,6   | 5,9   | 10,0  | 13,6  | 16,3  | 15,4  | 12,2  | 8,3   | 3,5   | 0,8  | 0,2      | 6,2      | 15,1     | 8,0      | 7,4     |
| Precipitazioni (mm) | 56,2 | 87,9 | 139,0 | 240,6 | 276,6 | 201,8 | 122,1 | 166,7 | 146,8 | 237,9 | 144,1 | 62,6 | 206,7    | 656,2    | 490,6    | 528,8    | 1 882,3 |
| Nevicate (cm)       | 58,1 | 61,9 | 49,7  | 21,9  | 0,1   | 0,0   | 0,0   | 0,0   | 0,0   | 1,1   | 20,8  | 35,8 | 155,8    | 71,7     | 0,0      | 21,9     | 249,4   |

## Temperature estreme mensili dal 1920 ad oggi
Nella tabella sottostante sono riportate le temperature massime e minime assolute mensili, stagionali ed annuali dal 1920 ad oggi, registrate dalla stazione meteorologica tradizionale collocata nella finestra meteorica dell'osservatorio, con il relativo anno in cui si queste si sono registrate. La temperatura massima assoluta del periodo esaminato di +30,4 °C risale al giugno 2019, mentre la temperatura minima assoluta di -17,0 °C è del gennaio 1926.
| Oropa (1920-2023)     | Mesi         | Mesi         | Mesi         | Mesi        | Mesi        | Mesi        | Mesi        | Mesi        | Mesi        | Mesi        | Mesi        | Mesi         | Stagioni | Stagioni | Stagioni | Stagioni | Anno  |
| Oropa (1920-2023)     | Gen          | Feb          | Mar          | Apr         | Mag         | Giu         | Lug         | Ago         | Set         | Ott         | Nov         | Dic          | Inv      | Pri      | Est      | Aut      | Anno  |
| --------------------- | ------------ | ------------ | ------------ | ----------- | ----------- | ----------- | ----------- | ----------- | ----------- | ----------- | ----------- | ------------ | -------- | -------- | -------- | -------- | ----- |
| T. max. assoluta (°C) | 18,1 (2007)  | 17,9 (2012)  | 18,0 (2005)  | 22,2 (2011) | 26,0 (1922) | 30,4 (2019) | 28,8 (1983) | 29,0 (2003) | 24,3 (2006) | 20,8 (2011) | 18,5 (1947) | 16,3 (1991)  | 18,1     | 26,0     | 30,4     | 24,3     | 30,4  |
| T. min. assoluta (°C) | −17,0 (1926) | −16,6 (1929) | −15,2 (1971) | −6,0 (2003) | −2,6 (1984) | 2,0 (1994)  | 5,0 (1962)  | 4,5 (1920)  | −1,0 (1936) | −7,4 (1920) | −8,9 (1998) | −14,2 (1940) | −17,0    | −15,2    | 2,0      | −8,9     | −17,0 |